# Grigorij Perelman
Grigorij "Grisja" Jakovlevitj Perelman (Григорий Яковлевич Перельман), född 13 juni 1966 i Leningrad, är en rysk matematiker som har lämnat banbrytande bidrag till Riemanngeometri och geometrisk topologi. Han har bevisat Poincarés förmodan, ett problem som är känt för att vara ett av de största inom matematiken.
Perelman tilldelades i augusti 2006 Fieldsmedaljen – den största hedersbetygelsen inom matematikvärlden – för sitt arbete som ledde till detta bevis, men han kom inte till prisutdelningen. I mars 2010 blev det också klart att han blir den förste att belönas med ett av prisen på en miljon dollar som utlysts för lösningen av vart och ett av Millennieproblemen, där Poincarés förmodan ingår.

## Tidigt liv och utbildning
Perelman inledde sin akademiska karriär med studier i matematik vid lärosätet Lyceum 239 i Sankt Petersburg, som specialiserat sig på avancerade utbildningsprogram inom matematik och fysik. Som gymnasiestudent vann han, med perfekt resultat, första pris i den Internationella matematikolympiaden 1982. Han doktorerade vid fakulteten för matematik och mekanik vid universitetet i St. Petersburg, som var ett av de ledande universiteten i Sovjetunionen. Efter sin doktorsexamen började Perelman att arbeta på Steklovs matematiska institut vid Ryska vetenskapsakademin i St. Petersburg. Hans handledare på institutet var Aleksandr Aleksandrov och Jurij Burago. Under slutet av 80-talet och början av 90-talet arbetade Perelman vid flera universitet i USA, men återvände till St. Petersburg 1996. 
Fram till hösten 2002 var Perelman mest känd för sitt arbete med jämförelseteorem inom Riemanngeometri. Bland hans forskningsresultat återfinns beviset av den så kallade soulhypotesen. I november 2002 publicerade Perelman sin första artikel i en följd av tre där han hävdar sig ha upptäckt ett bevis för William Thurstons geometriseringsförmodan. 

## Poincarés förmodan och geometriseringsförmodan
Poincarés förmodan är en hypotes som 1904 presenterades av den franske matematikern Henri Poincaré. Den har ansetts vara ett av de svåraste problemen inom topologi. Hypotesen är att alla tredimensionella mångfalder som är enkelt sammanhängande och slutna är ekvivalenta (homeomorfiska) med en sfär. Under första hälften av 1900-talet försökte många framstående matematiker, varav Poincaré var den första, utan framgång att bevisa Poincarés hypotes. Till slut kunde hypotesen bevisas för mångfalder med dimension större än fyra av Stephen Smale 1960, och för mångfalder med dimension fyra av Michael Freedman 1983. Både Smale och Freedman belönades med Fieldsmedaljen för sitt arbete.
Fallet mångfalder med dimension tre har emellertid visat sig vara det svåraste av alla att bevisa. Grovt förenklat beror detta på att det finns för få dimensioner för att flytta bort "problematiska regioner" (relaterade till den fundamentala gruppen) och samtidigt bibehålla övriga delar oförändrade. 
Det amerikanska Clay Mathematics Institute utlovade 1999 en belöning om en miljon dollar till den eller de som lyckas presentera bevis för sju utvalda öppna problem, de så kallade millenniumproblemen. Poincarés förmodan är ett av dessa problem. Det råder allmän enighet om att ett hållbart bevis skulle utgöra en milstolpe i matematikens historia, fullt jämförbar med Andrew Wiles bevis av Fermats stora sats. 
Thurstons geometriseringsförmodan är en hypotes om klassificering av topologiska mångfalder i tre dimensioner. Om den är sann så impliceras Poincarés förmodan. Perelman utvecklade en metod för att angripa geometriseringsförmodan baserat på Richard S. Hamiltons program för att bevisa hypotesen. Hamiltons arbete är baserat på Ricciflödet, som är en differentialekvation i differentialgeometrin som beskriver krökning och struktur hos en differentiabel mångfald. Perelmans arbeten innebär en betydande utveckling av denna metod. Alltsedan 2003 har Perelmans lösningsförslag åtnjutit en ökande tilldragelse i den matematiska världen. Under våren 2003 besökte Perelman Massachusetts Institute of Technology (MIT) och State University of New York (SUNY) där han höll en rad föreläsningar om sitt arbete. 
I augusti 2006 pågår fortfarande en granskning av Perelmans eventuella bevis av hypotesen. Ett flertal matematiker har varit inblandade i detta arbete, däribland Kleiner och Lott som satt upp en webbplats där de presenterar sina resultat, och Shioya och Yamaguchi. En gemensam slutsats varigenom Perelmans utkast kan utökas till ett komplett bevis of geometriseringshypotesen förefaller nu ha utvecklats. Två oberoende artiklar publicerades sommaren 2006, där Hamiltons och Perelmans resultat används för att bevisa Poincarés förmodan: en artikel av Morgan och Tian, och en artikel av Cao och Zhu där även Thurstons geometriseringsförmodan bevisas.
Perelman tilldelades som väntat den 22 augusti 2006 en del av Fieldsmedaljen för sitt arbete. Om Perelmans bevis av Poincarés förmodan blir allmänt accepterat kan han även förvänta sig en del av den utfästa belöningen om en miljon dollar. Perelman har emellertid inte formellt publicerat beviset i en av tävlingsreglerna godkänd tidskrift. Många matematiker anser ändå att den granskning som Perelman underkastat sina artiklar som skisserar det påstådda beviset med råge uppfyller kraven på den bevisgranskning som krävs för publicering i ansedda vetenskapliga tidskrifter. Clay Mathematics Institute har dessutom uttryckligen förklarat att styrelsen som delar ut belöningarna har möjlighet att ändra tävlingsvillkoren. I denna händelse torde Perelman kunna bli godkänd för att erhålla en del av priset.
Perelman själv förefaller dock ointresserad av både pengar och ära. Av dem som känner honom har han genomgående beskrivits som blyg och världsfrånvänd. Under 1990-talet tackade han nej till ett prestigefyllt pris från Europeiska matematiksällskapet. Enligt många källor skall Perelman ha avgått från sin anställning vid Steklov Institute under våren 2003. Alltsedan dess har hans uppehållsplats varit okänd för den matematiska världen och han är motvillig till att tala med pressen trots det stora intresset. Vänner och kollegor säger att han plockar svamp i de vidsträckta ryska skogarna. Situationen liknar tidigare exempel på extremt talangfulla matematikers "försvinnanden", till exempel Alexander Grothendieck.
Ett undantag från sin självvalda tystnad gjorde Perelman under sommaren 2006 när han gav sin syn på situationen i en kort intervju med journalisterna Sylvia Nasar och David Gruber sedan dessa hittat honom i hans mors lägenhet i St. Petersburg. Intervjun ingår i en längre artikel om honom och turerna kring beviset av Poincarés förmodan publicerad i augusti 2006 i tidskriften The New Yorker.
I mars 2010 blev det klart att Perelman belönas med priset på en miljon dollar som utlysts för lösningen av Poincarés förmodan.